# Batara perlé
Megastictus margaritatus
Genre
Espèce
Synonymes
- Myrmeciza margaritata Sclater, 1855

Statut de conservation UICN

 LC  : Préoccupation mineure
Le Batara perlé (Megastictus margaritatus), unique représentant du genre Megastictus, est une espèce d'oiseau de la famille des Thamnophilidae qui vit en Amazonie.

## Systématique
L'espèce Megastictus margaritatus a été décrite pour la première fois en 1855 par le zoologiste britannique Philip Lutley Sclater (1829-1913) sous le protonyme de Myrmeciza margaritata,.
En 1909, l'ornithologue américain Robert Ridgway (1850-1929) crée spécialement le genre Megastictus pour l'y reclasser.

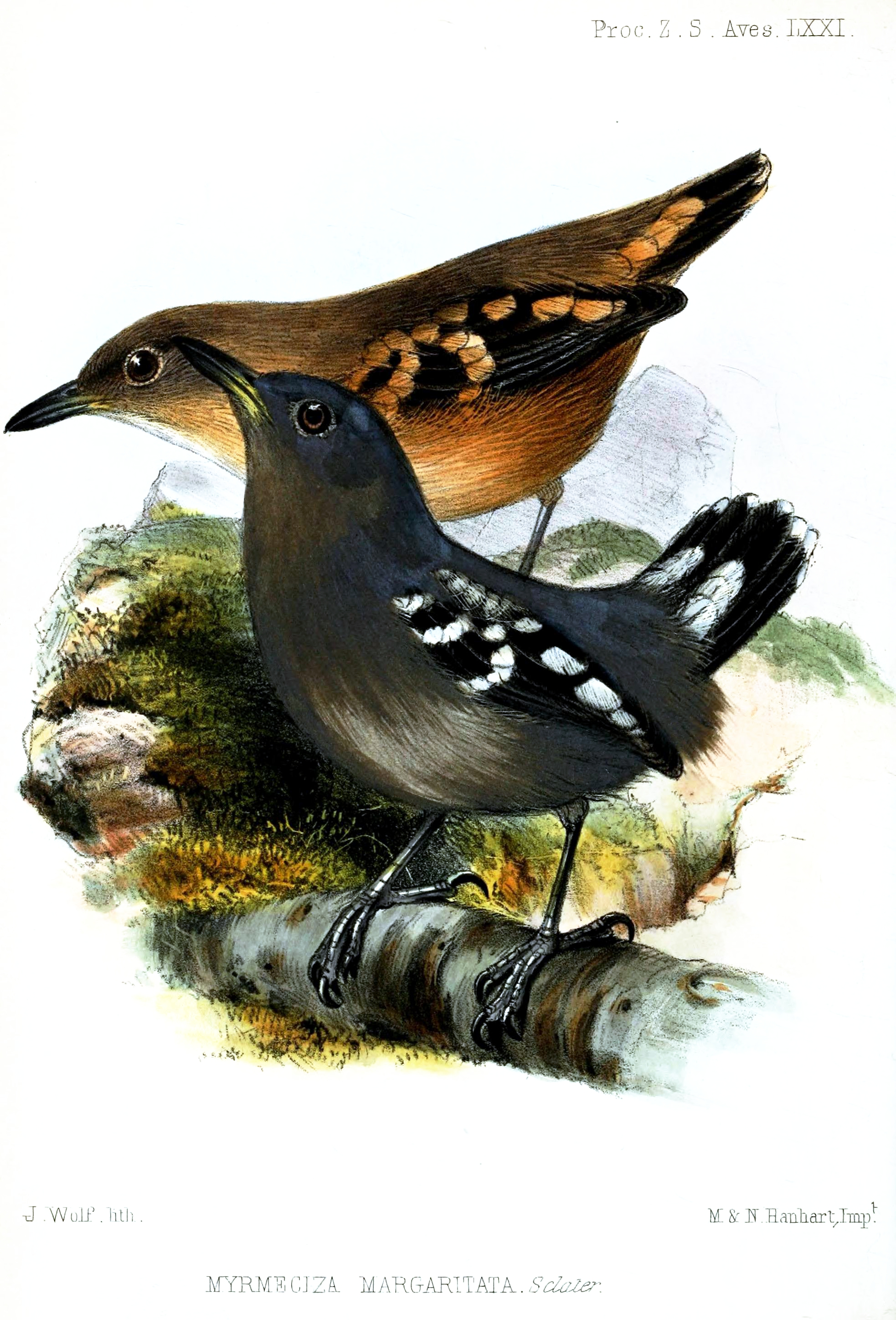

## Étymologie
Le nom générique, Megastictus, dérive du grec ancien μέγας, mégas, « grand », et στίχος, stíkhos, « ligne, rangée » et fait probablement référence aux nombreuses taches sur ses ailes.

## Publication originale
- Espèce Megastictus margaritatus sous le taxon Myrmeciza margaritata :
  - (en) Philip Lutley Sclater, « Descriptions of Six New Species of Birds of the Sub-Family Formicarinæ », Proceedings of the Zoological Society of London, Londres, ZSL, vol. 22, no 1,‎ 1855, p. 253-255 (ISSN 0370-2774, OCLC 1779524, BNF 32843178, DOI 10.1111/J.1469-7998.1854.TB07273.X, lire en ligne).
- Genre Megastictus :
  - (en) Robert Ridgway, « New genera, species and subspecies of Formicariidae, Fumariidae, and Dendrocolaptidae », Proceedings of the Biological Society of Washington, Washington, Biological Society of Washington (d), vol. 22,‎ 17 avril 1909, p. 69-74 (ISSN 0006-324X et 1943-6327, OCLC 1536434, lire en ligne).